# 33 (број)
33 је број, нумерал и име глифа који представља тај број. 33 је природан број који се јавља после броја 32, а претходи броју 34.

## У математици
- Је сложен број, факторише се на просте чиниоце као 3 * 11 = 33

## У науци
- Је атомски број арсена

## У религији
- Исус Христ је имао 33 године када је разапет на крсту

## У спорту
- Је био број на дресу Скотија Пипена у Чикаго Булсима, и он је повучен из употребе у овом НБА клубу
- Је био број на дресу Карим Абдул Џабара у Милвокију и Лејкерсима, и он је повучен из употребе у оба клуба
- Је био број на дресу Ларија Берда у Бостон селтиксима, и он је повучен из употребе у овом НБА клубу
- Је био број на дресу Патрика Јуинга у Њујорк Никсима, и он је повучен из употребе у овом НБА клубу
- Је био број на дресу Алонза Морнинга у Мајами Хитсима
- Је број на дресу Милоша Нинковића, у ФК Црвена звезда
- Је број на дресу Блејка Шилба у КК Црвена звезда

## Остало
- Је међународни позивни број за Француску[1]
- Је број година које имао Александар Велики када је умро
- Је назив за произвођача пива у Нигерији
- Је број аутобуске линије у Београду која саобраћа на релацији Кумодраж - Железничка станица Панчевачки мост[2]